# La Casa de les Lloses
La Casa de les Lloses és una obra de la Selva de Mar (Alt Empordà) inclosa a l'Inventari del Patrimoni Arquitectònic de Catalunya.

## Descripció
Situada a la part meridional del nucli urbà de la població, al capdamunt de la Pujada dels Miralls, essent l'última construcció present a la zona. Construcció formada per un sol cos de planta rectangular, amb l'eix de ponent a llevant i de dimensions reduïdes (uns 6 per 3 metres). El nom popular de "Casa de Les Lloses" és originat per haver-se conservat perfectament l'enllosat, de grosses peces de pissarra, de la seva coberta, que és de dues vessants sobre els murs més llargs. Actualment, el carener de la teulada està bastit amb teula àrab. Interiorment posseeix volta apuntada bastida amb pedra morterada, en la qual hi resten les empremtes de l'encanyissat. És construïda amb rebles lligats amb morter i presenta grans pedres angulars. L'edifici és obert pel costat de ponent. Al mur nord hi ha dues petites finestres rectangulars i una porta d'accés.

## Història
L'edifici, que era totalment abandonat i en procés de ruïna, ha estat restaurat pel seu propietari juntament amb la casa veïna, Can Garcés, molt més tardana. La casa de les Lloses podria formar part d'un conjunt d'edificacions coetànies situades en aquesta zona. Actualment és l'única part antiga de l'indret on es troba localitzada.